# Coazze
Coazze (piemonti nyelven Coasse, frankoprovanszál nyelven Couvase, francia nyelven Couasse) egy északolasz település a Piemont régióban, Torinó megyében.

## Földrajza

Coazze község Torino megye térképén

Coazze a Sangone-völgy és a Chisone-völgy között fekszik, és a Susa- és Sangone-völgyi Hegyi Közösség tagja. Népszerű hegyi kirándulóhely, fénykorát a 19. sz. végén és a 20. sz. elején élte. 1901-ben Luigi Pirandello egy hónapot töltött a településen, és a coazzei templomtorony felirata „Ognuno a modo suo” (mindenki a maga módján) ihlette az írót az egyik leghíresebb műve, a Mindenki a maga módján (Ciascuno a suo modo) című dráma megírására.
A település központja 750 méterrel a tengerszint felett helyezkedik el, de hegyvidéki részei elérik a 2676 méteres magasságot is (Rubinet-hegy). A Coazzet körülölelő táj tipikusan alpesi jellegű, és területe nagy része az Orsiera-Rocciavré Természetvédelmi területhez tartozik.A vele szomszédos települések: Chiusa di San Michele, Giaveno, Perosa Argentina, Roure, San Giorio di Susa, Sant’Antonino di Susa, Vaie, Valgioie és Villar Focchiardo.

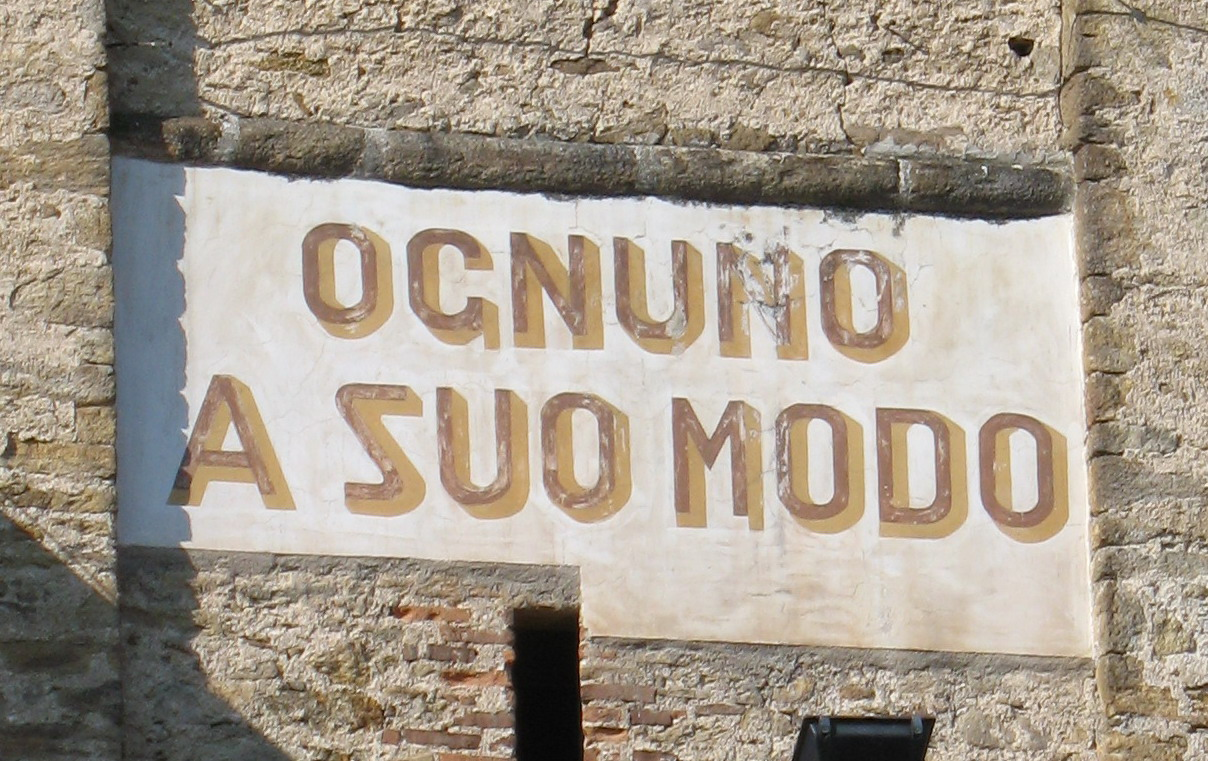
A templomtorony felirata

## Történelem
A Coazze létezését igazoló első dokumentumok 1000-ből származnak, amikor Coazze még a Sacra di San Michele apátság tulajdonában állt. 1500-ban a település már saját statútummal bírt. Az 1900-as évek elejéig Coazze főleg mezőgazdasági jellegű volt, az agrártevékenységek közül különösen jelentős a pásztorkodás. A 20. században indult el az ipari fejlődés, elsősorban a zsírkő- és a vastermelés, a kendergyártás, valamint a papírgyártás jelentős.
A II. világháború alatt Coazze partizánharcok központja volt, a környező hegyekben rejtőztek a partizánok.
A 20. század utolsó negyedében a helyi ipar hanyatlása egyrészt Coazze elnéptelenedéséhez vezetett, másrészt viszont kedvezett az ökoturizmusnak, napjainkban fellendülés jellemzi az idegenforgalom ezen ágát.

## Mezőgazdaság
Tipikus termékei a gomba, a gesztenye és a méz.

## Testvérvárosok
- Decazeville, Franciaország

## Galéria

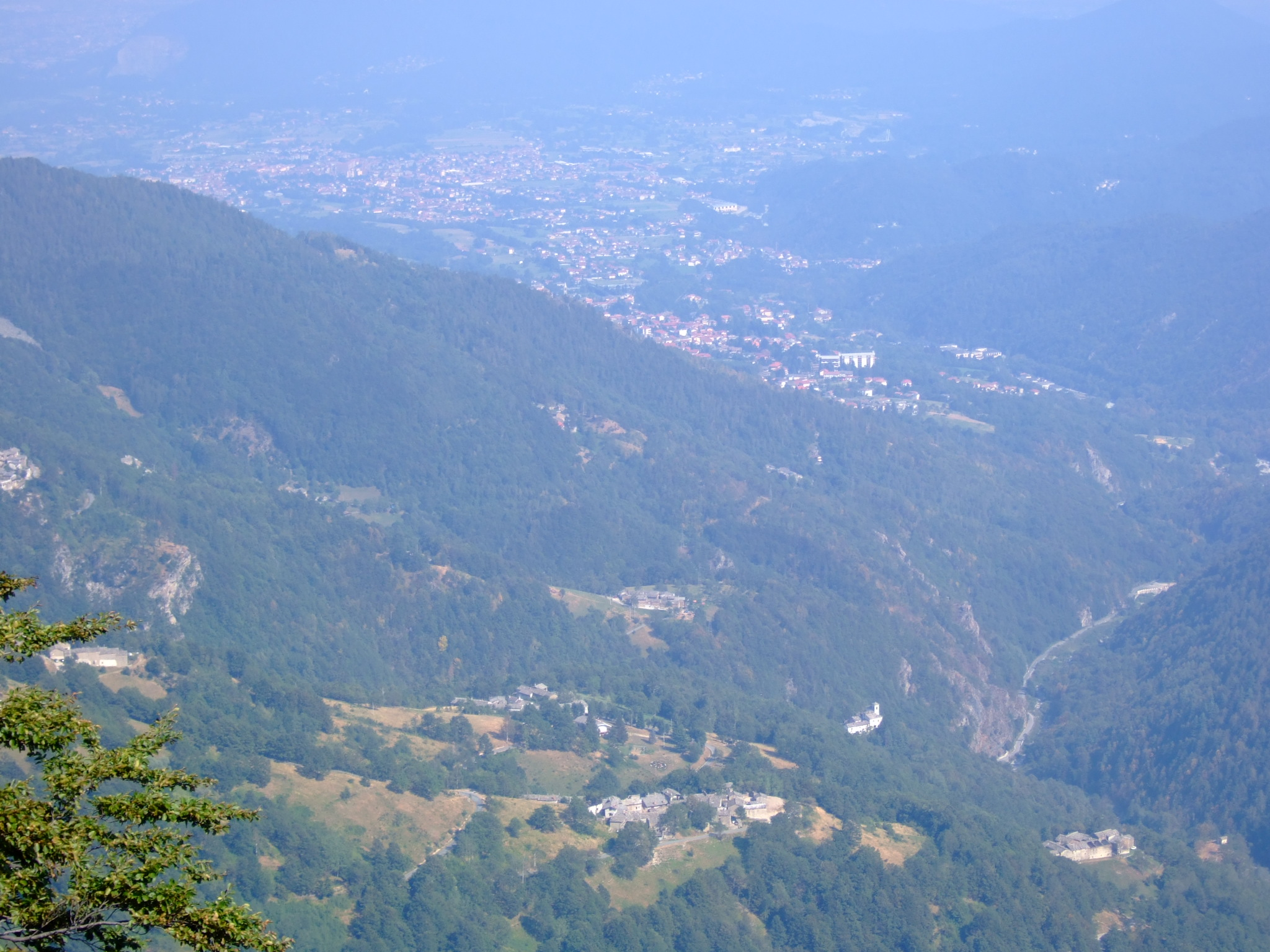
Coazze látképe
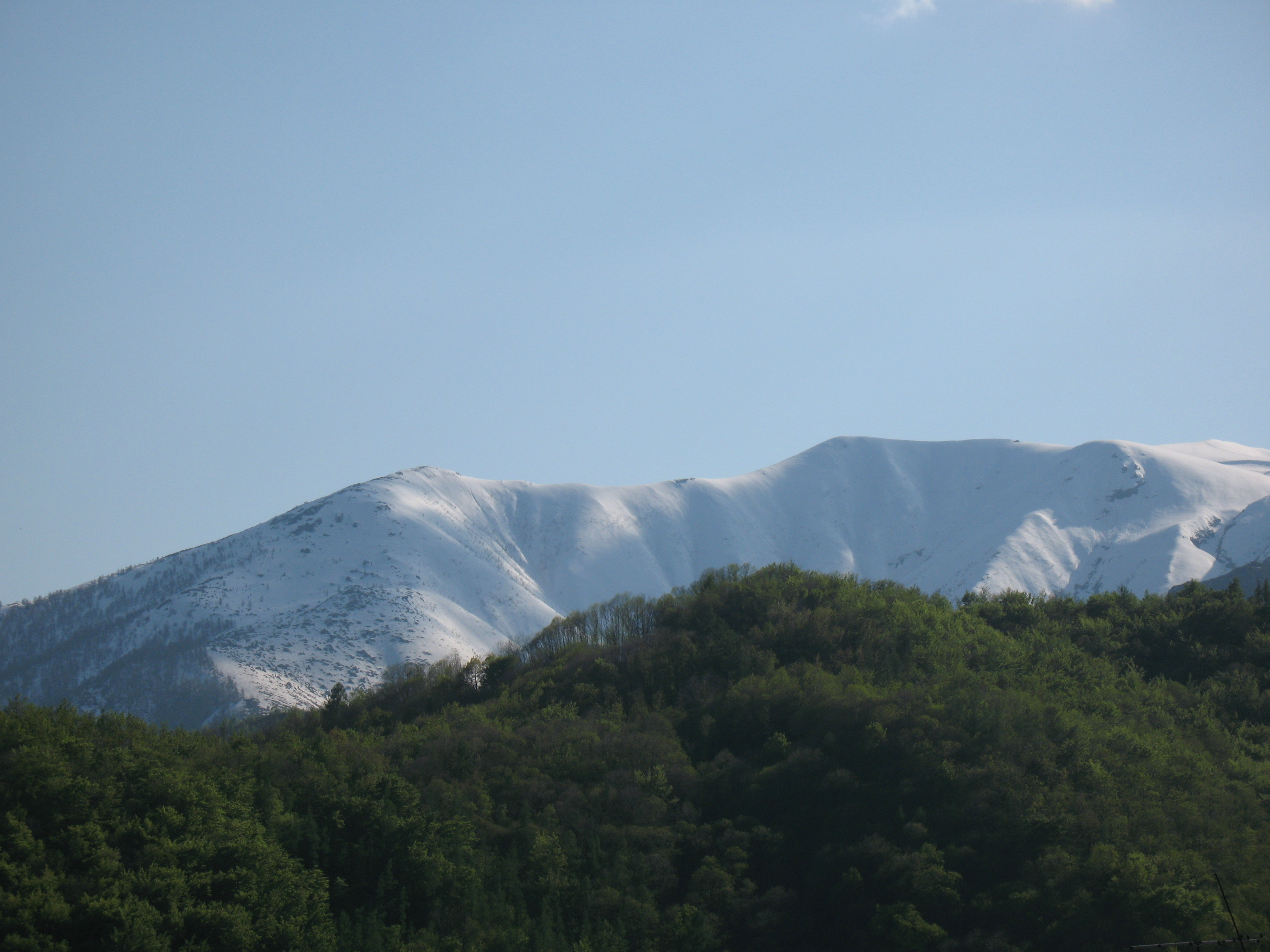
Coazze hegyei
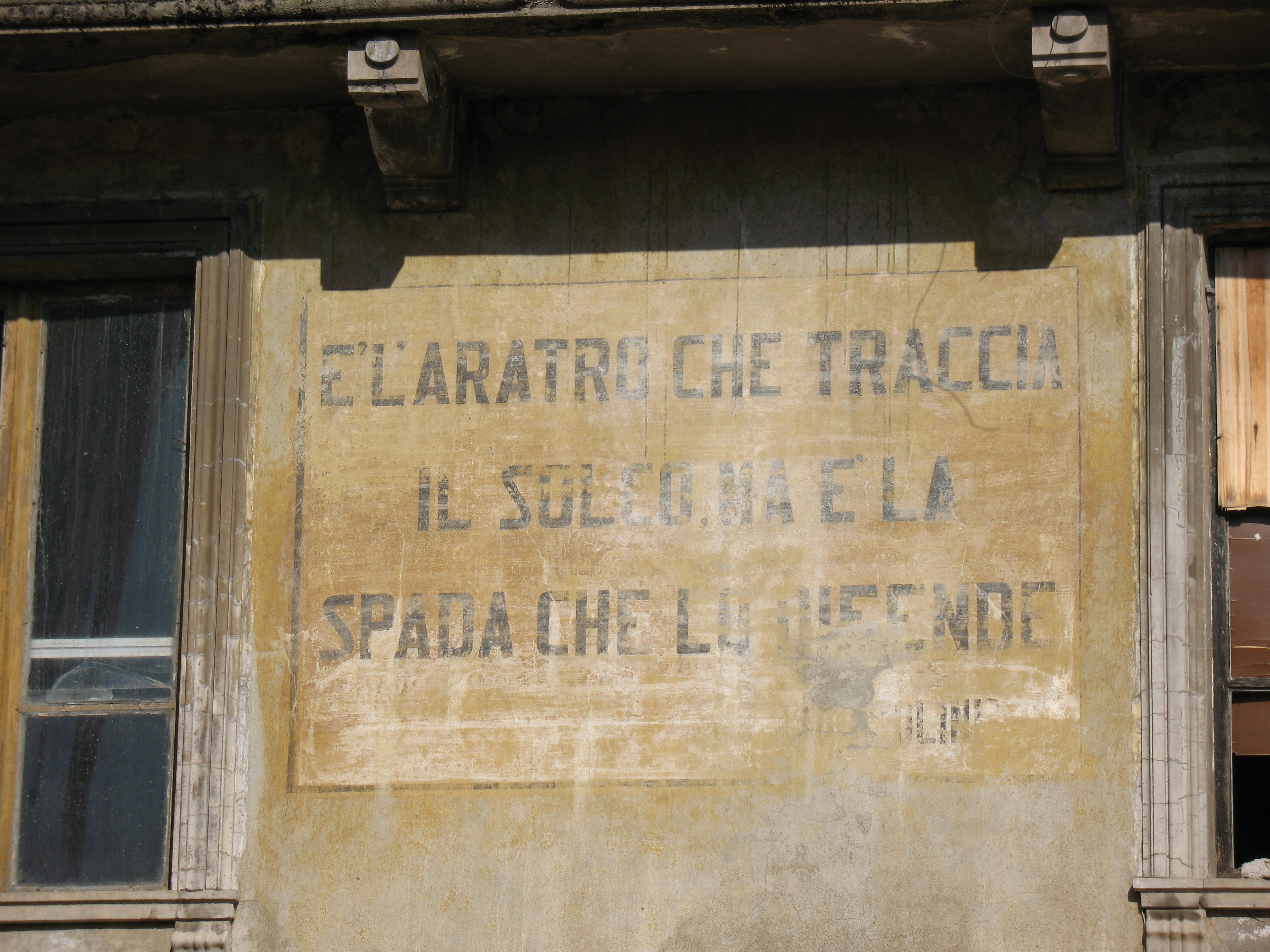
fasiszta mottó Coazze harangtornyán
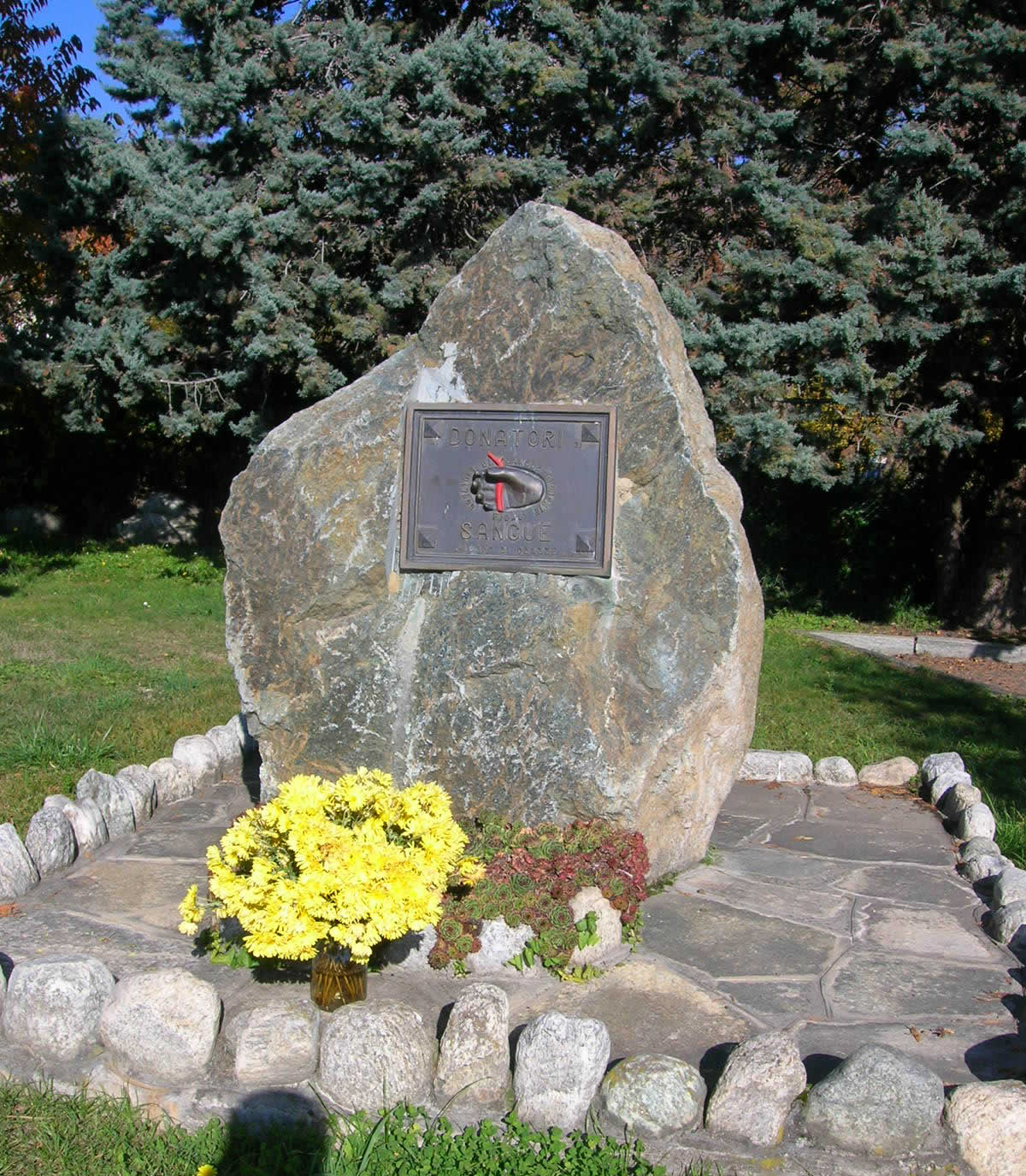
Véradók emlékműve
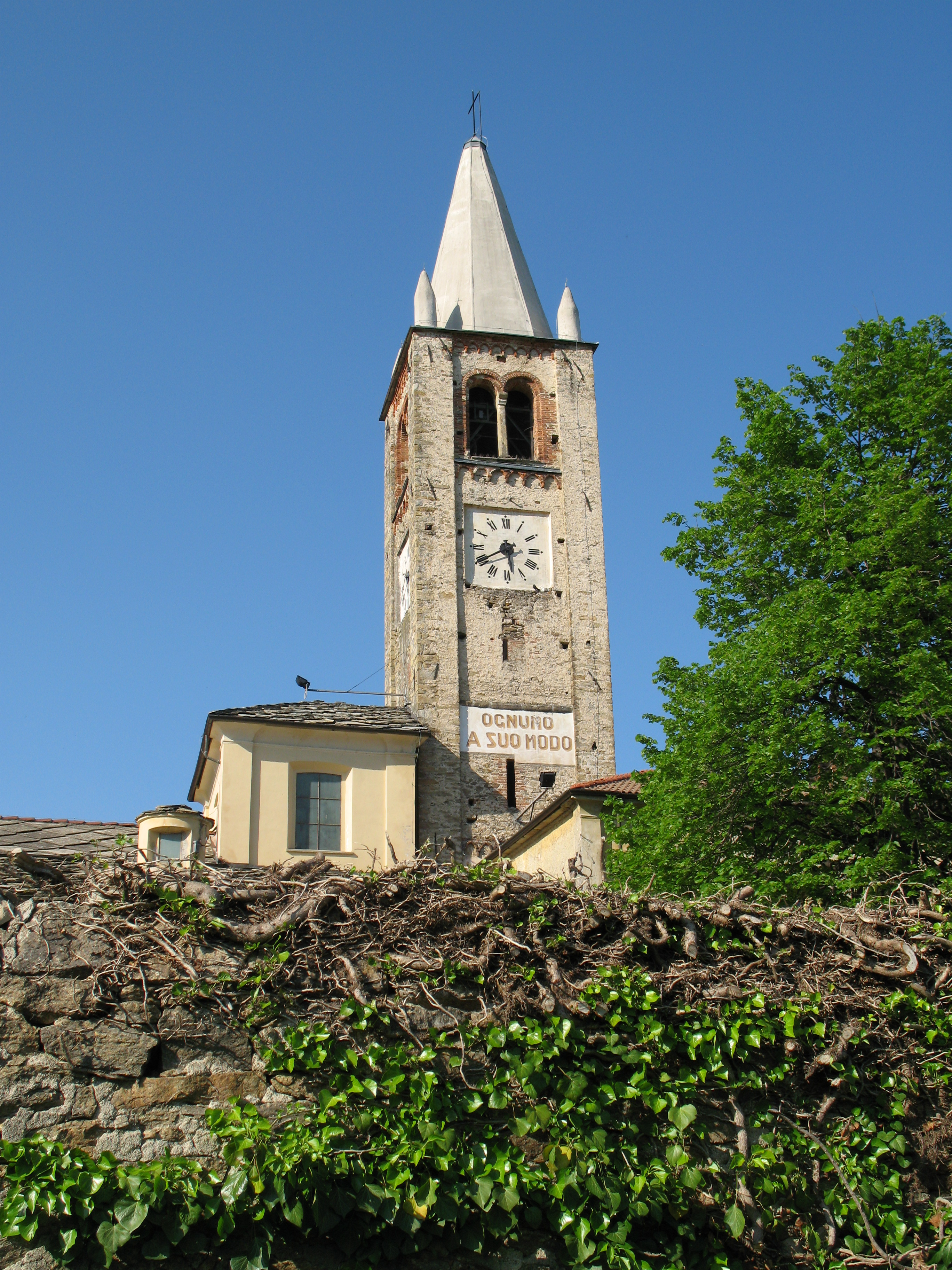
Santa Maria del Pino templom
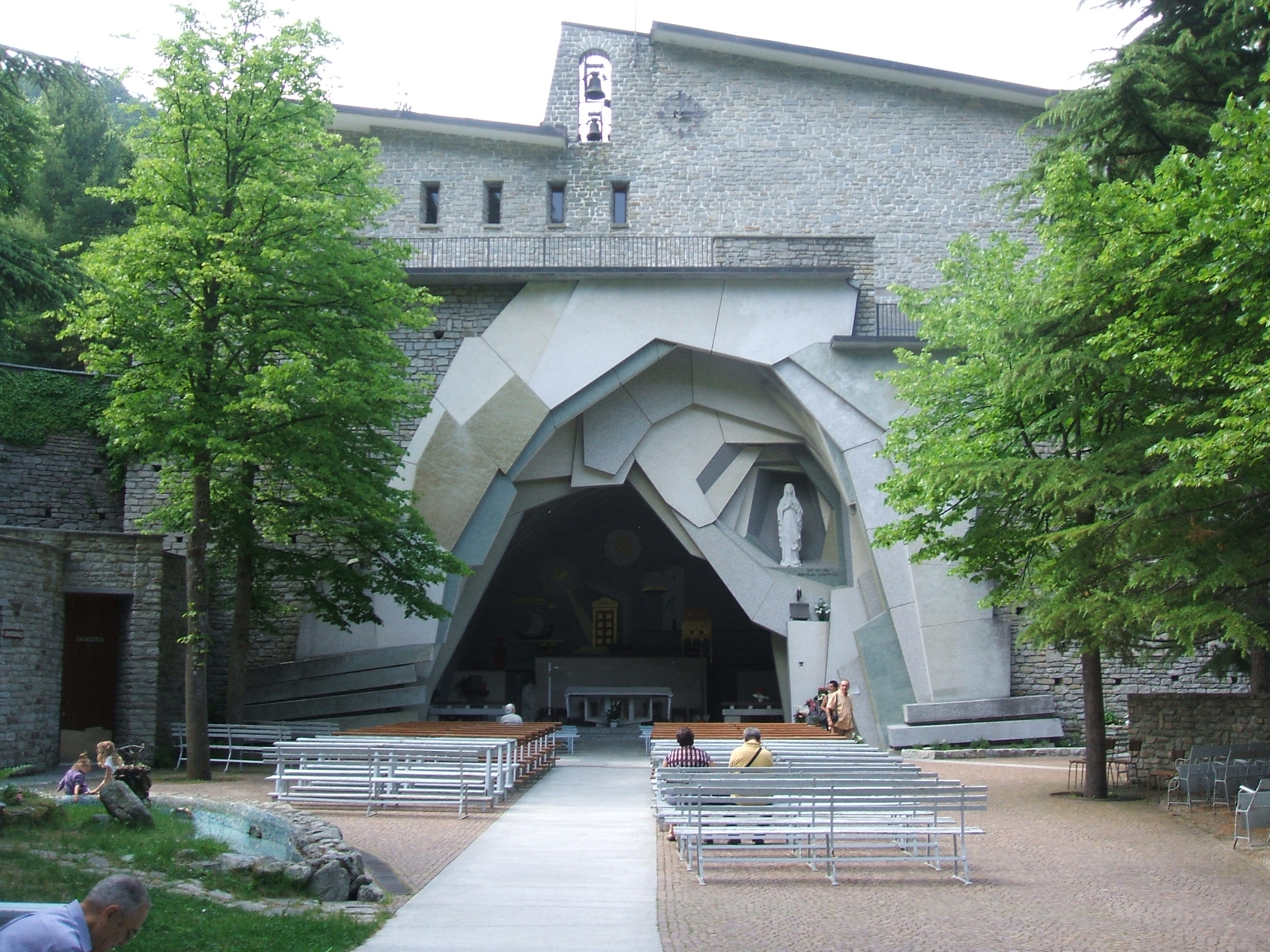
Nostra Signora di Lourdes kegyhely

## Fordítás
- Ez a szócikk részben vagy egészben  a   Coazze című olasz Wikipédia-szócikk fordításán alapul.  Az eredeti cikk szerkesztőit annak laptörténete sorolja fel. Ez a jelzés csupán a megfogalmazás eredetét és a szerzői jogokat jelzi, nem szolgál a cikkben szereplő információk forrásmegjelöléseként.

l